# A Montanha Encantada
A Montanha Encantada é o título do livro infanto-juvenil da escritora brasileira Maria José Dupré, originalmente publicado em 1945 e sucessivamente reeditado, e que dá origem à série de aventuras com os cães Pingo e Pipoca, e que servem de prenúncio ao Cachorrinho Samba, e em seguimento às aventuras iniciadas por um grupo de garotos em A Ilha Perdida.

## Sinopse e capítulos
A história trata da visita à fazenda pelo grupo de garotos composto por Oscar, Vera, Lúcia e Quico, aos quais se juntara a menina Cecília, uma prima, e que dá o mote da nova aventura ao relatar haver visto uma luz brilhar no alto da montanha ali existente. Da exploração do estranho brilho descobrem um mundo subterrâneo feito em ouro e habitado por anões, em que os valores diferem do mundo real.
Dividido em dezoito capítulos, a obra revela como podem ser criativas as férias em um sitio, em que aventura se mistura à fantasia.